# Christian Ernst von Reichenbach
Christian Ernst Reichenbach, ab 1681 von Reichenbach, ab 1687 Freiherr von Reichenbach, (* 22. September 1644 in Seebach; † 22. März 1699 in Hamburg) war ein deutscher Staatsmann und Hochschullehrer.

## Leben
Reichenbach war Sohn des Superintendenten Martin Reichenbach. Er besuchte die Gymnasien in Mülhausen und Coburg, bevor er 1662 das Studium an der Universität Jena aufnahm. 1665 wechselte er kurzzeitig an die Universität Leipzig, kehrte jedoch schnell an die Universität Jena zurück, an der er 1666 den Grad eines Lic. iur. erhielt. 1667 wechselte er zum Studium der Theologie an die Universität Tübingen. Seine Studien vollendete er ab 1668 an der Universität Heidelberg.
Reichenbach wurde 1669 limpurgischer Kanzleidirektor in Obersontheim, dann um 1670 Dozent an der Universität Jena, bevor er 1671 als Professor der Pandekten an die Universität Heidelberg wechselte. Bereits vor dieser Zeit hatte er einen Ratstitel inne. 1672 wurde er zum Dr. iur. utr. promoviert. Er war mehrmals Dekan der Juristischen Fakultät in Heidelberg und stieg 1680 schließlich zur zweiten Professur auf. Bereits 1676 erhielt er das Amt des kurpfälzischen Landvizekanzlers und 1681 wurde er nobilitiert.
Reichenbach erhielt 1681 eine Stellung als Assessor am Reichskammergericht. 1687 wurde er durch Kaiser Leopold in den Freiherrenstand erhoben und erhielt den Titel Wirklicher Reichshofrat. 1689 erhielt er das Amt des holsteinisch-gottorpschen Kanzlers sowie den Titel Geheimer Rat.
Er war mit Amelia Mieg († 1675), der Schwester des Theologen Johann Friedrich Mieg der Ältere verheiratet.

## Werke (Auswahl)
- Disputationes Feudales Schnobelianas optima methodo concinnatas, & In Illustri Salana denuo ventilatas Notae Et Additiones, Bauhofer, Jena 1667.
- De Interpretatione Legum, Ammon, Heidelberg, ca. 1670.
- De Principe et Augusta : Ad l. 31 ff. de LL., Walter, Heidelberg 1671.
- De Arrestis, Ammon, Heidelberg 1677.
- De regali viarum publicarum iure, Zeitler, Frankfurt am Main 1679.